# Tierra Adentro 3ra. Sección
Tierra Adentro 3ra. Sección är en ort i Mexiko.   Den ligger i kommunen Jalpa de Méndez och delstaten Tabasco, i den sydöstra delen av landet, 700 km öster om huvudstaden Mexico City. Tierra Adentro 3ra. Sección ligger 8 meter över havet och antalet invånare är 338.
Terrängen runt Tierra Adentro 3ra. Sección är mycket platt. Runt Tierra Adentro 3ra. Sección är det tätbefolkat, med 343 invånare per kvadratkilometer. Närmaste större samhälle är Villahermosa, 15,6 km sydost om Tierra Adentro 3ra. Sección. Trakten runt Tierra Adentro 3ra. Sección består till största delen av jordbruksmark.